# Seito Shokun!
Seito Shokun! (生徒諸君!?) es un manga del que Kōdansha hizo una serie derivada one-shot de la serie en septiembre de 1983, y vuelto a publicar el manga en 12 volúmenes kanzenban entre el 12 de diciembre de 1995 y el 12 de marzo de 1996.
La secuela del manga, Seito Shokun! Kyoshi-hen (生徒諸君!教師編?) tuvo su primera tankōbon publicó el 13 de abril de 2004.
El manga fue adaptado en una animación original en vídeo de Ashi Productions. Dirigida por Mitsuo Kusakabe, que fue transmitido por la Fuji TV el 23 de febrero de 1986. El manga fue adaptado en el drama de televisión japonés del mismo nombre. Dirigida por Marehiro Karaki y Naoki Tamura, 10 episodios de la drama fue emitida en TV Asahi entre 20 de abril de 2007 y 22 de junio de 2007.

## Manga
Kōdansha publicó el manga de 24 tankōbon entre febrero de 1978 y junio de 1985. En septiembre de 1983, Kōdansha publicó una serie derivada one-shot de Seito Shokun!, llamado Seito Shokun! Gaiden (生徒諸君!外伝?). Kōdansha relanzado el manga de 12 volúmenes kanzenban. Los primeros tres kanzenban se publicado el 12 de diciembre de 1995. Los cuarto, quinto y sexto volúmenes kanzenban se publicado el 12 de enero de 1996. El séptimo, octavo y noveno volúmenes kanzenban se publicado el 9 de febrero de 1996. Los últimos tres volúmenes kanzenban se publicado el 12 de marzo de 1996. Kōdansha publicó una secuela del manga, llamado Seito Shokun! Kyoshi-hen (生徒諸君!教師編?). Es todavía en curso con los primeros volúmenes tankōbon publicado el 13 de abril de 2004.

## Recepción
Seito Shokun! recibió el ganó de segundo Kodansha Manga Award en 1978 para la categoría shōjo.
El decimocuarto volumen de la Seito Shokun! Kyoshi-hen se clasificó 10.º en las listas de éxitos Tohan entre el 11 y el 17 de marzo de 2008. El decimosexto volumen de la Seito Shokun! Kyoshi-hen se clasificó 10.º en las listas de éxitos Tohan entre el 11 y el 17 de noviembre de 2008. El decimoséptimo volumen de la Seito Shokun! Kyoshi-hen se clasificó 26.º en las listas de éxitos Tohan entre el 10 y el 16 de febrero de 2009.
Carl Gustav Horn, escribiendo para el apéndice de Manga: The Complete Guide, afirma que fue la segunda manga shōjo traducida al inglés después de La Rosa de Versalles, y apreciada su heroína "volcán".